# نشان شجاعت (اسرائیل)
نشان شجاعت اسرائیل (انگلیسی: Medal of Valor) یا مدال شجاعت اسرائیل بالاترین نشان نظامی در اسرائیل و در نیروهای دفاعی اسرائیل است.
این نشان در سال ۱۹۷۰ توسط کنست در یک قانون به عنوان جایگزینی برای نشان نظامی قهرمان اسرائیل که در طول جنگ داخلی در فلسطین تحت قیمومت بریتانیا (۱۹۴۸–۱۹۴۷) و جنگ اعراب و اسرائیل در سال ۱۹۴۸ اعطا می‌شد، تعریف گردید. این مدال همچنین برای اقدامات قبل از سال ۱۹۷۰ اعطا می‌شد و همه دریافت‌کنندگان نشان قهرمان اسرائیل به‌طور خودکار نشان شجاعت را نیز دریافت می‌کردند.
دریافت‌کنندگان این مدال از امتیازات متعددی مانند کاهش مالیات و دعوت به مراسم رسمی دولتی برخوردار می‌شوند.
تا به امروز، ۴۰ نشان شجاعت اسرائیل اعطا شده است: ۱۲ مدال برای اقدامات در جنگ استقلال (دریافت‌کنندگان نشان قهرمان اسرائیل به‌طور خودکار نشان شجاعت را دریافت می‌کردند)، چهار مدال برای بحران سوئز، ۱۲ مدال برای جنگ شش روزه، یک مدال برای جنگ فرسایشی، ۸ مدال برای جنگ یوم کیپور و ۳ مدال دیگر برای اقدامات در طول عملیات‌های خاص.